# Ctenochira xanthopyga
Ctenochira xanthopyga là một loài tò vò trong họ Ichneumonidae.